# بيل بولجر
بيل بولجر (بالإنجليزية: Bill Bolger)‏ مواليد 31 أغسطس 1931 - الوفاة 8 أكتوبر 2009، كان لاعب كرة سلة أمريكي. بدأ مسيرته الاحترافية في سنة 1953. تم اختياره من قبل فريق أتلانتا هوكس خلال الدرافت. بلغ طوله 6 قدم 5 بوصة (2.0 م). اعتزل اللعب في 1954.

## روابط خارجية
- بيل بولجر على موقع إن بي أي (الإنجليزية)
- بيل بولجر على موقع سبورتس رفرنس (الإنجليزية)
- بيل بولجر على موقع كلية كرة السلة في سبورتس رفرنس.كوم (الإنجليزية)
- بيل بولجر على موقع ريلجم (الإنجليزية)
- بيل بولجر على موقع بروبوليرز (الإنجليزية)